# 2023
2023（二千二十三、二〇二三、にせんにじゅうさん）は、自然数また整数において、2022の次で2024の前の数である。

## 性質
- 2023は合成数であり、約数は 1, 7, 17, 119, 289, 2023 である。
  - 約数の和は2456。
- 408番目のハーシャッド数である。1つ前は2022、次は2024。
  - 7を基とする11番目のハーシャッド数である。1つ前は1330、次は2212。
  - 2022～2025まで4連続でハーシャッド数となる3番目の数である。1つ前は1014～1017、次は3030～3033。ただし初期の1～10までを除く。(オンライン整数列大辞典の数列 A141769)
- 2023 = 7 × 172
  - 2つの異なる素因数の積で p2 × q の形で表せる196番目の数である。1つ前は2012、次は2036。(オンライン整数列大辞典の数列 A54753)
- 279番目の幸運数である。1つ前は2019、次は2031。(オンライン整数列大辞典の数列 A000959)
  - 素数でない数においては209番目の幸運数である。1つ前は2019、次は2031。(オンライン整数列大辞典の数列 A031879)
  - n = 20 のときの n と n + 3 を並べた4番目の幸運数である。1つ前は1417、次は2427。(オンライン整数列大辞典の数列 A032653)
- 各位の和が7になる67番目の数である。1つ前は2014、次は2032。

## その他 2023 に関連すること
- 西暦2023年
- 2023ありたい姿
- 湘南乃風～2023～は、湘南乃風のアルバム。2013年3月6日発売。